# Elezioni presidenziali in Croazia del 2014-15
Le elezioni presidenziali in Croazia del 2014-2015 si tennero il 28 dicembre 2014 (primo turno) e l'11 gennaio 2015 (secondo turno) e videro la vittoria di Kolinda Grabar-Kitarović, che sconfisse per pochissimo il presidente uscente Ivo Josipović.

## Candidati
- Ivo Josipović, presidente uscente dopo il primo mandato vinto nelle elezioni del 2009-10. Candidato ufficiale della formazione di governo, il Partito Socialdemocratico di Croazia[1] (SDP) e sostenuto da un largo rassemblement di altri 16 partiti di centro-sinistra[2].
- Kolinda Grabar-Kitarović, candidata del più grande partito di opposizione, l'Unione Democratica Croata (HDZ)[3] ed è supportata da altri sette partiti appartenenti alla coalizione di centro-destra.
- Ivan Vilibor Sinčić, nominato dall'organizzazione attivista Živi zid (Scudo Umano)[4] che combatte i pignoramenti delle case. Su posizioni fortemente euroscettiche e anti-NATO.
- Milan Kujundžić, sostenuto dall'Alleanza per la Croazia (Savez za Hrvatsku - SzH). La coalizione, già presentatasi alle elezioni europee del 2014, comprende otto partiti:
  - Alba Croata Partito Popolare (Hrvatska zora stranka naroda - HZ), fondato dallo stesso Kujundžić nel 2013 in seguito ad una scissione dall'HDZ;
  - Partito Contadino Croato Autentico (A-HSS);
  - Alleanza Democratica Croata di Slavonia e Barania (HDSSB);
  - Azione per una Croazia Migliore (Akcija za bolju Hrvatsku - ABH);
  - Partito Croato dei Diritti (HSP);
  - Patto per la Croazia (Zavjet za Hrvatsku - ZzH);
  - Partito della Famiglia (Obiteljska Stranka - OS);
  - Crescita Croata (Hrast)[5].

## Risultati
| Candidati                | Partiti                                                   | I turno   | I turno | II turno  | II turno |
| Candidati                | Partiti                                                   | Voti      | %       | Voti      | %        |
| ------------------------ | --------------------------------------------------------- | --------- | ------- | --------- | -------- |
| Kolinda Grabar-Kitarović | HDZ - HSS - HSP AS - HSLS - Hrast - HKS - HDS - BUZ - ZDS | 665 379   | 37,82   | 1 114 945 | 50,74    |
| Ivo Josipović            | SPD - HNS-LD - IDS - HSU - HL-SR - ORaH - PGS             | 687 678   | 39,09   | 1 082 436 | 49,26    |
| Ivan Vilibor Sinčić      | Živi zid                                                  | 293 570   | 16,69   |           |          |
| Milan Kujundžić          | Alleanza per la Croazia                                   | 112 585   | 6,40    |           |          |
| Totale                   | Totale                                                    | 1 759 212 | 100     | 2 197 381 | 100      |